# Cohete de Maul
El Cohete de Maul fue un cohete de pólvora concebido por Alfred Maul (1864-1941) en 1901 para realizar reconocimientos aéreos mediante una cámara acoplada al cohete. Patentó la idea en 1903, y hacia 1906 empezó a probar cámaras estabilizadas giroscopicamente lanzadas mediante cohetes que alcanzaban hasta 800 metros de altura, y recuperadas por paracaídas. En 1912 mostró su cohete definitivo al ejército austríaco, que probó el invento en la guerra entre Turquía y Bulgaria entre 1912 y 1913, encontrando que para el reconocimiento aéreo eran más efectivas las aeronaves, desechando finalmente la utilización del cohete, que fue el primero que portó instrumentación.

## Especificaciones
- Altura máxima: 800 m
- Masa total: 42 kg
- Diámetro: 0,32 m
- Longitud total: 6 m
- Envergadura: 0,35 m